# العلاقات الهندية التركية
تشير العلاقات الهندية التركية إلى العلاقات الخارجية بين الهند وتركيا. كانت العلاقات السياسية والثنائية ودية في أغلبها منذ إقامة العلاقات الدبلوماسية بين الهند وتركيا في عام 1948؛ وذلك على الرغم من بعض التوترات المتفرقة والمتكررة بسبب دعم تركيا لباكستان (خصم الهند التقليدي) ودعم الهند المستمر لأرمينيا واليونان وقبرص ضد تركيا. تملك الهند سفارة في أنقرة وقنصلية عامة في اسطنبول، وتملك تركيا سفارة في نيودلهي وقنصلية في مومباي. بلغ حجم التجارة الثنائية بين البلدين 6.26 مليار دولار أمريكي اعتبارًا من عام 2015.

## العلاقات التجارية الثنائية
بدأت العلاقات التجارية الثنائية مرحلتها الجديدة، وأكد الجانبان على أهمية تطوير برامج التعاون الثنائي بهدف تعزيز علاقاتهما التجارية على أسس المنفعة المتبادلة والمستدامة. أدى تقدم الهند، بصفتها ثاني أكبر دولة من حيث عدد السكان في العالم، في اكتساب أهمية في الاقتصاد العالمي والسياسة الدولية منذ تسعينيات القرن العشرين إلى سعي تركيا لتطوير إستراتيجية جديدة لجنوب آسيا. بدأت تركيا في إعطاء الأولوية للهند في سياسات جنوب آسيا مع الحفاظ على علاقاتها الجيدة التقليدية مع باكستان وبنغلاديش. تحسنت العلاقات بين البلدين في السنوات الأخيرة بسبب الأهداف الاستراتيجية المشتركة، ونشأ تعاون ثنائي متزايد في مجالات التعليم والتكنولوجيا والتجارة.
أعلن بوراك أكشبار، سفير جمهورية تركيا في الهند، في 18 مارس عام 2012 أن تركيا سعت إلى مضاعفة رحلاتها من الهند وفتح أربع نقاط اتصال أخرى. شملت الوجهات الأخرى التي نُظر فيها حيدر أباد وتشيناي وكلكتا وبنغالور. تُرسِل الخطوط الجوية التركية في الوقت الحاضر رحلات يومية من مومباي ونيودلهي إلى اسطنبول. أُجريت دراسة مشتركة حول منطقة التجارة الحرة، ولكن لم يوقَّع عليها بعد. أعلن أيضًا أنه من المقرر فتح القنصليات في تشيناي وحيدر آباد في جنوب الهند حينما يأتي إذن من الحكومة الهندية.

### استثمارات
سجلت أكثر من 150 شركة برأس مال هندي أعمالًا تجارية في تركيا على شكل مشاريع مشتركة ومكاتب تجارية وتمثيلية. تشمل هذه الشركات: شركة بوليبليكس، وجي إم أر للبنى التحتية، وتاتا موتورز، وماهيندرا آند ماهيندرا المحدودة، ورليانس للصناعات المحدودة، وجيه إس دبليو المحدودة للحديد، ومجموعة أديتيا بيرلا، وشركة الجرارات والمعدات الزراعية المحدودة، وشركة جاين لأنظمة الري، وويبرو، ودابور. احتلت تركيا المرتبة 41 عمومًا من حيث تدفقات الاستثمار الأجنبي المباشر إلى الهند. بلغ الاستثمار التركي التراكمي المباشر في الهند 87.18 مليون دولار أمريكي (أبريل 2000-أبريل 2014). انتقدت تركيا الهند بشأن قضية ولاية جامو وكشمير وإلغاء المادة 370 في سبتمبر عام 2019، وقدمت انتقادات صريحة ضد الهند في الأمم المتحدة، وفضلت بذلك موقف باكستان في هذا الصدد. تسبب هذا في توتر مؤقت في العلاقة بين الهند وتركيا.

## التعاون في مجال تكنولوجيا الفضاء
أُرسِل أول قمر صناعي متناهي الصغر في تركيا يُدعى «آي تي يو بي ستلايت1»، صُنِع في كلية الطيران بجامعة إسطنبول التقنية، إلى الفضاء عبر الصاروخ الحامل بّي إس إل في سي-14 من قبل منظمة البحوث الفضائية الهندية في 23 سبتمبر عام 2009. يدور القمر الصناعي حول الأرض على ارتفاع 720 كيلومترًا، ولديه القدرة على التقاط صور قارية. استمرت حياته المدارية ستة أشهر. حرصت تركيا على توسيع التعاون في مجال تكنولوجيا الفضاء مع الهند.

## التعاون الدفاعي
اتُّفِق على أن تتضمن السفارتين مكتب ملحق عسكري للدفاع، وذلك خلال زيارة رئيس الوزراء توركوت أوزال للهند في عام 1986. قُرِّر أن يبقى وزيرا الدفاع في البلدين على اتصال أوثق، وذلك خلال زيارة رئيس الوزراء فاجبايي في سبتمبر عام 2003. عبرت الهند عن استعدادها لتوسيع المجال العسكري ليشمل الاتصالات العسكرية، وذلك بالإضافة إلى تبادل مشترك للوفود في منشآت التدريب. اتفق رئيسا الوزراء على تعزيز التعاون بين قوات الدفاع، وذلك خلال زيارة رئيس الوزراء التركي أردوغان للهند في نوفمبر عام 2008. وضِعت المناورات العسكرية بين الهند وتركيا في دائرة الاهتمام، ونُفِّذت بعضها بشكل منتظم وخفي بين القوات البحرية في البلدين.

## مقارنة بين البلدين
هذه مقارنة عامة ومرجعية للدولتين:
| وجه المقارنة                                              | الهند                       | تركيا         |
| --------------------------------------------------------- | --------------------------- | ------------- |
| المساحة (كم2)                                             | 3.29 مليون                  | 783.56 ألف    |
| عدد السكان (نسمة)                                         | 1.35 مليار                  | 80.14 مليون   |
| الكثافة السكانية (ن./كم²)                                 | 410.33                      | 102.28        |
| العاصمة                                                   | نيودلهي                     | أنقرة         |
| اللغة الرسمية                                             | اللغة الهندية، لغة إنجليزية | اللغة التركية |
| العملة                                                    | روبية هندية                 | ليرة تركية    |
| الناتج المحلي الإجمالي (بليون دولار)                      | 2.60 تريليون                | 851.10 مليار  |
| الناتج المحلي الإجمالي (تعادل القوة الشرائية) بليون دولار | 8.00 تريليون                | 1.57 تريليون  |
| الناتج المحلي الإجمالي الاسمي للفرد دولار أمريكي          | 1.60 ألف                    | 9.12 ألف      |
| الناتج المحلي الإجمالي للفرد دولار أمريكي                 | 5.70 ألف                    | 19.79 ألف     |
| مؤشر التنمية البشرية                                      | 0.609                       | 0.761         |
| رمز المكالمات الدولي                                      | +91                         | +90           |
| رمز الإنترنت                                              | .in، .भारत ‏، .بھارت ‏،        | .tr           |
| المنطقة الزمنية                                           | ت ع م+05:30، توقيت الهند    | ت ع م+03:00   |

## مدن متوأمة
في ما يلي قائمة باتفاقيات التوأمة بين مدن هندية وتركية:
- ترتبط مومباي مع إزمير باتفاقية توأمة منذ 1968.[15][15][16][16]

## منظمات دولية مشتركة
يشترك البلدان في عضوية مجموعة من المنظمات الدولية، منها:
| علم المنظمة | اسم المنظمة                        | تاريخ انضمام الهند | تاريخ انضمام تركيا |
| ----------- | ---------------------------------- | ------------------ | ------------------ |
|             | مجموعة العشرين                     | ?                  | ?                  |
|             | منظمة التجارة العالمية             | 1995               | 26 مارس 1995       |
|             | الاتحاد البريدي العالمي            | ?                  | ?                  |
|             | يونسكو                             | 4 نوفمبر 1946      | 4 نوفمبر 1946      |
|             | الفريق المعني برصد الأرض           | ?                  | ?                  |
|             | مؤسسة التمويل الدولية              | 20 يوليو 1956      | 19 ديسمبر 1956     |
|             | بنك التنمية الآسيوي                | 1966               | 1991               |
|             | منظمة حظر الأسلحة الكيميائية       | ?                  | ?                  |
|             | مؤسسة التنمية الدولية              | 24 سبتمبر 1960     | 22 ديسمبر 1960     |
|             | نظام تحكم تكنولوجيا القذائف        | 2016               | 1997               |
|             | وكالة ضمان الاستثمار متعدد الأطراف | 6 يناير 1994       | 3 يونيو 1988       |
|             | الاتحاد الدولي للاتصالات           | 1869               | 1866               |
|             | منظمة الشرطة الجنائية الدولية      | ?                  | ?                  |
|             | الأمم المتحدة                      | 30 أكتوبر 1945     | 24 أكتوبر 1945     |
|             | البنك الدولي للإنشاء والتعمير      | 27 ديسمبر 1945     | 11 مارس 1947       |
|             | المنظمة الهيدروغرافية الدولية      | ?                  | ?                  |
|             | البنك الإفريقي للتنمية             | ?                  | ?                  |

## أعلام
هذه قائمة لبعض الشخصيات التي تربطها علاقات بالبلدين:
- تايغر شروف (ممثل هندي، 2 مارس 1990 –)
- جاكي شروف (ممثل هندي، 1 فبراير 1957 –)
- يوسف عادل شاه (1459 – 1511)

## وصلات خارجية
- موقع وزارة الخارجية الهندية
- موقع وزارة الخارجية التركية